# بيل (كاليفورنيا)
بيل (بالإنجليزية: Bell)‏ هي إحدى مدن مقاطعة لوس أنجليس، كاليفورنيا. تم إعطاءها لقب مدينة في 7 نوفمبر، 1927.

## التركيبة السكانية
حدّد مكتب تعداد الولايات المتحدة بيانات التركيبة السكانية لبيل في تعداد الولايات المتحدة. في ما يلي، التركيبة السكانية حسب تعدادي 2000 و2010.

### تعداد عام 2000
بلغ عدد سكان بيل 36,664 نسمة بحسب تعداد عام 2000، وبلغ عدد الأسر 8,918 أسرة وعدد العائلات 7,616 عائلة مقيمة في المدينة. في حين سجلت الكثافة السكانية 5,407.7 نسمة لكل كيلومتر مربع (14,005.9/ميل2). وبلغ عدد الوحدات السكنية 9,215 وحدة بمتوسط كثافة قدره 1,359.1 لكل كيلومتر مربع (3,520.1/ميل2).
وتوزع التركيب العرقي للمدينة بنسبة 48.45% من البيض و1.28% من الأمريكيين الأفارقة و1.28% من الأمريكيين الأصليين و1.07% من الأمريكيين ذوي الأصول الآسيوية و0.06% من سكان جزر المحيط الهادئ و43.09% من الأعراق الأخرى و4.78% من عرقين مختلطين أو أكثر و90.90% من الهسبانيون أو اللاتينيون من أي عرق.
بلغ عدد الأسر 8,918 أسرة كانت نسبة 64.7% منها لديها أطفال تحت سن الثامنة عشر تعيش معهم، وبلغت نسبة الأزواج القاطنين مع بعضهم البعض 58% من أصل المجموع الكلي للأسر، ونسبة 18.3% من الأسر كان لديها معيلات من الإناث دون وجود شريك،  بينما كانت نسبة 9.1% من الأسر لديها معيلون من الذكور دون وجود شريكة وكانت نسبة 14.6% من غير العائلات. تألفت نسبة 11% من أصل جميع الأسر من عدة أفراد يعيشون في نفس المنزل ونسبة 5.1% كانت تتألف من شخص يعيش بمفرده يبلغ من العمر 65 عاماً أو أكثر. وبلغ متوسط حجم الأسرة المعيشية 4.05، أما متوسط حجم العائلات فبلغ 4.27.
بلغ العمر الوسطي للسكان 25.9 عاماً. وكانت نسبة 35.2% من القاطنين تحت سن الثامنة عشر، وكانت نسبة 12.9% بين الثامنة عشر والرابعة والعشرين عاماً، ونسبة 31.7% كانت واقعةً في الفئة العمرية ما بين الخامسة والعشرين والرابعة والأربعين عاماً، ونسبة 13.7% كانت ما بين الخامسة والأربعين والرابعة والستين، ونسبة 5% كانت ضمن فئة الخامسة والستين عاماً فما فوق. يوجد لكل 100 أنثى 101.6 ذكر، ويوجد لكل 100 أنثى في الثامنة عشر من عمرها فما فوق 98.5 ذكر.
بلغ متوسط دخل الأسرة في المدينة 29,946 دولارًا، أما متوسط دخل العائلة فبلغ 30,504 دولارًا. وكان متوسط دخل الذكور 22,596 دولارًا مقابل 17,025 دولارًا للإناث. وسجل دخل الفرد الخاص بالمدينة 9,905 دولارًا. وكانت نسبة 21.2% من العائلات ونسبة 24.1% من السكان تحت خط الفقر، وكان من هؤلاء نسبة 30.1% تحت سن الثامنة عشر ونسبة 16.7% في الخامسة والستين من العمر وما فوق.

### تعداد عام 2010
بلغ عدد سكان بيل 35,477 نسمة بحسب تعداد عام 2010، وبلغ عدد الأسر 8,870 أسرة وعدد العائلات 7,557 عائلة مقيمة في المدينة. في حين سجلت الكثافة السكانية 5,232.6 نسمة لكل كيلومتر مربع (13,552.4/ميل2). وبلغ عدد الوحدات السكنية 9,217 وحدة بمتوسط كثافة قدره 1,359.4 لكل كيلومتر مربع (3,520.8/ميل2).
وتوزع التركيب العرقي للمدينة بنسبة 53.83% من البيض و0.95% من الأمريكيين الأفارقة و0.89% من الأمريكيين الأصليين و0.73% من الأمريكيين ذوي الأصول الآسيوية و0.02% من سكان جزر المحيط الهادئ و39.18% من الأعراق الأخرى و4.40% من عرقين مختلطين أو أكثر و93.10% من الهسبانيون أو اللاتينيون من أي عرق.
بلغ عدد الأسر 8,870 أسرة كانت نسبة 60.1% منها لديها أطفال تحت سن الثامنة عشر تعيش معهم، وبلغت نسبة الأزواج القاطنين مع بعضهم البعض 52.5% من أصل المجموع الكلي للأسر، ونسبة 21.2% من الأسر كان لديها معيلات من الإناث دون وجود شريك،  بينما كانت نسبة 11.5% من الأسر لديها معيلون من الذكور دون وجود شريكة وكانت نسبة 14.8% من غير العائلات. تألفت نسبة 10.9% من أصل جميع الأسر من عدة أفراد يعيشون في نفس المنزل ونسبة 4.4% كانت تتألف من شخص يعيش بمفرده يبلغ من العمر 65 عاماً أو أكثر. وبلغ متوسط حجم الأسرة المعيشية 3.93، أما متوسط حجم العائلات فبلغ 4.15.
بلغ العمر الوسطي للسكان 28.9 عاماً. وكانت نسبة 32% من القاطنين تحت سن الثامنة عشر، وكانت نسبة 11.6% بين الثامنة عشر والرابعة والعشرين عاماً، ونسبة 30.4% كانت واقعةً في الفئة العمرية ما بين الخامسة والعشرين والرابعة والأربعين عاماً، ونسبة 19.2% كانت ما بين الخامسة والأربعين والرابعة والستين، ونسبة 6.8% كانت ضمن فئة الخامسة والستين عاماً فما فوق. وتوزع التركيب الجنسي للسكان بنسبة 50.4% ذكور و49.6% إناث.

## أعلام
- نيل فيريس
- هيرمان ريتش
- روبرت إف. ويلارد
- جيمس هاربر
- دوك كراندال
- مايك لي